# Polska na Letnich Igrzyskach Olimpijskich 1972
| Występy Polaków na Letnich Igrzyskach Olimpijskich 1972 |     |       |        |      |      |      |      |      |      |        |
| Sportowcy                                               | Lp. | złoto | srebro | brąz | 4 m. | 5 m. | 6 m. | 7 m. | 8 m. | Punkty |
| 288                                                     | 7.  | 7     | 5      | 9    | 7    | 9    | 12   | 8    | 11   | 279    |

## Zdobyte medale
| Medale według dni | Medale według dni | Medale według dni | Medale według dni | Medale według dni | Medale według dni | Medale według dni |
| ----------------- | ----------------- | ----------------- | ----------------- | ----------------- | ----------------- | ----------------- |
| Dzień             | Data              |                   |                   |                   |                   |                   |
| Dzień 0           | 26.08             | –                 | –                 | –                 | –                 |                   |
| Dzień 1           | 27.08             | 1                 | 0                 | 0                 | 1                 |                   |
| Dzień 2           | 28.08             | 0                 | 0                 | 0                 | 0                 |                   |
| Dzień 3           | 29.08             | 0                 | 1                 | 0                 | 1                 |                   |
| Dzień 4           | 30.08             | 1                 | 0                 | 1                 | 2                 |                   |
| Dzień 5           | 31.08             | 0                 | 0                 | 0                 | 0                 |                   |
| Dzień 6           | 01.09             | 1                 | 0                 | 0                 | 1                 |                   |
| Dzień 7           | 02.09             | 1                 | 1                 | 0                 | 2                 |                   |
| Dzień 8           | 03.09             | 0                 | 1                 | 0                 | 1                 |                   |
| Dzień 9           | 04.09             | 0                 | 0                 | 1                 | 1                 |                   |
| Dzień 10          | 05.09             | 0                 | 0                 | 0                 | 0                 |                   |
| Dzień 11          | 06.09             | 0                 | 0                 | 0                 | 0                 |                   |
| Dzień 12          | 07.09             | 0                 | 0                 | 1                 | 1                 |                   |
| Dzień 13          | 08.09             | 0                 | 0                 | 3                 | 3                 |                   |
| Dzień 14          | 09.09             | 1                 | 0                 | 1                 | 2                 |                   |
| Dzień 15          | 10.09             | 2                 | 2                 | 2                 | 6                 |                   |
| Dzień 16          | 11.09             | 0                 | 0                 | 0                 | 0                 |                   |

| Medal  | Zawodnik | Dyscyplina           | Konkurencja                   | Rezultat   | Data        |
| ------ | --- | -------------------- | ----------------------------- | ---------- | ----------- |
| Złoto  | Zygmunt Smalcerz | Podnoszenie ciężarów | waga musza                    | 337,5      | 27 sierpnia |
| Złoto  | Witold Woyda | Szermierka           | floret                        | 5-0 (25:7) | 30 sierpnia |
| Złoto  | Józef Zapędzki | Strzelectwo          | pistolet szybkostrzelny       | 595        | 1 września  |
| Złoto  | Marek Dąbrowski Arkadiusz Godel Jerzy Kaczmarek Lech Koziejowski Witold Woyda | Szermierka           | floret drużynowo              | 9:5        | 2 września  |
| Złoto  | Władysław Komar | Lekkoatletyka        | pchnięcie kulą                | 21,18      | 9 września  |
| Złoto  | Jan Szczepański | Boks                 | waga lekka                    | 5:0        | 10 września |
| Złoto  | Zygmunt Anczok Lesław Ćmikiewicz Kazimierz Deyna Robert Gadocha Zbigniew Gut Jerzy Gorgoń Andrzej Jarosik Kazimierz Kmiecik Hubert Kostka Jerzy Kraska Grzegorz Lato Włodzimierz Lubański Joachim Marx Zygmunt Maszczyk Marian Ostafiński Marian Szeja Zygfryd Szołtysik Antoni Szymanowski Ryszard Szymczak | Piłka nożna          | turniej mężczyzn              | 2:1        | 10 września |
| Srebro | Edward Barcik Lucjan Lis Stanisław Szozda Ryszard Szurkowski | Kolarstwo            | drużynowa jazda na czas       | 2:11:47.5  | 29 sierpnia |
| Srebro | Norbert Ozimek | Podnoszenie ciężarów | waga półciężka                | 497,5      | 2 września  |
| Srebro | Antoni Zajkowski | Judo                 | waga półśrednia               | 0:27       | 3 września  |
| Srebro | Irena Szydłowska | Łucznictwo           | wielobój                      | 2407       | 10 września |
| Srebro | Wiesław Rudkowski | Boks                 | waga lekkośrednia             | 2:3        | 10 września |
| Brąz   | Zbigniew Kaczmarek | Podnoszenie ciężarów | waga lekka                    | 437,5      | 30 sierpnia |
| Brąz   | Andrzej Bek Benedykt Kocot | Kolarstwo            | tandem                        | 2:0        | 4 września  |
| Brąz   | Irena Szewińska | Lekkoatletyka        | bieg na 200 m                 | 22,74      | 7 września  |
| Brąz   | Ryszard Katus | Lekkoatletyka        | dziesięciobój                 | 7984       | 8 września  |
| Brąz   | Leszek Błażyński | Boks                 | waga musza                    | 0:5        | 8 września  |
| Brąz   | Janusz Gortat | Boks                 | waga półciężka                | 0:5        | 8 września  |
| Brąz   | Rafał Piszcz Władysław Szuszkiewicz | Kajakarstwo          | dwójka 1000 m                 | 3:33,83    | 9 września  |
| Brąz   | Kazimierz Lipień | Zapasy               | styl klasyczny, waga piórkowa | 6,5        | 10 września |
| Brąz   | Czesław Kwieciński | Zapasy               | styl klasyczny, waga ciężka   | 5          | 10 września |

## Występy Polaków

### Boks
- Roman Rożek – waga papierowa, przegrał 1. walkę (1. eliminacja)
- Leszek Błażyński – waga musza, 3.-4. miejsce (brązowy medal)
- Józef Reszpondek – waga kogucia, przegrał 1. walkę (1. eliminacja)
- Ryszard Tomczyk – waga piórkowa, przegrał 3. walkę (3. eliminacja)
- Jan Szczepański – waga lekka, 1. miejsce (złoty medal)
- Krzysztof Pierwieniecki – waga lekkopółśrednia, przegrał 1. walkę (1. eliminacja)
- Alfons Stawski – waga półśrednia, przegrał 1. walkę (2. eliminacja)
- Wiesław Rudkowski – waga lekkośrednia, 2. miejsce (srebrny medal)
- Witold Stachurski – waga średnia, odpadł w ćwierćfinale
- Janusz Gortat – waga półciężka, 3.-4. miejsce (brązowy medal)
- Ludwik Denderys – waga ciężka, przegrał 1. walkę (eliminacje)

### Gimnastyka sportowa
- Łucja Matraszek – wielobój, 45. miejsce; ćwiczenia wolne, 34.-38 miejsce; poręcze, 22.-25. miejsce; skok przez konia, 38.-44. miejsce; równoważnia, 91.-92. miejsce
- Joanna Bartosz – wielobój, 53. miejsce; ćwiczenia wolne, 20.-22. miejsce; poręcze, 42.-45. miejsce; skok przez konia, 66.-69. miejsce; równoważnia, 91.-92. miejsce
- Małgorzata Barlak-Kamasińska – wielobój, 64.-65. miejsce; ćwiczenia wolne, 48.-53. miejsce; poręcze, 82.-84. miejsce; skok przez konia, 70.-75. miejsce; równoważnia, 50.-52. miejsce
- Danuta Fidusiewicz – wielobój, 73. miejsce; ćwiczenia wolne, 63.-70. miejsce; poręcze, 87.-88. miejsce; skok przez konia, 85.-88. miejsce; równoważnia, 53. miejsce
- Dorota Klencz – wielobój, 81-83. miejsce; ćwiczenia wolne, 75.-81. miejsce; poręcze, 77.-79. miejsce; skok przez konia, 92.-95. miejsce; równoważnia, 89.-90. miejsce
- Danuta Lubowska – wielobój, 85-86. miejsce; ćwiczenia wolne, 71.-72. miejsce; poręcze, 91. miejsce; skok przez konia, 57.-59. miejsce; równoważnia, 98.-99. miejsce
- Drużyna (Matraszek, Bartosz, Barlak-Kamasińska, Fidusiewicz, Klencz, Lubowska) – wielobój, 10. miejsce
- Andrzej Szajna – wielobój, 15. miejsce; ćwiczenia wolne, 10. miejsce; koń z łękami, 34.-37. miejsce; kółka, 11.-12. miejsce; poręcze, 17.-21. miejsce; skok przez konia, 41.-44. miejsce; drążek, 15.-16. miejsce
- Wilhelm Kubica – wielobój, 20.-21. miejsce; ćwiczenia wolne, 26.-29. miejsce; koń z łękami, 6. miejsce; kółka, 34.-37. miejsce; poręcze, 29.-31. miejsce; skok przez konia, 16.-19. miejsce; drążek, 47. miejsce
- Sylwester Kubica – wielobój, 22. miejsce; ćwiczenia wolne, 8. miejsce; koń z łękami, 18. miejsce; kółka, 13.-16. miejsce; poręcze, 24.-26. miejsce; skok przez konia, 23.-27. miejsce; drążek, 49.-54. miejsce
- Mikołaj Kubica – wielobój, nie ukończył (po eliminacjach 13. miejsce); ćwiczenia wolne, 33.-36. miejsce; koń z łękami, 12.-13. miejsce; kółka, 21.-22. miejsce; poręcze, 11.-13. miejsce; skok przez konia, 7.-9. miejsce; drążek, 25.-28. miejsce
- Mieczysław Strzałka – wielobój, 48.-49. miejsce; ćwiczenia wolne, 57.-58. miejsce; koń z łękami, 28. miejsce; kółka, 43.-46. miejsce; poręcze, 102.-104. miejsce; skok przez konia, 30.-37. miejsce; drążek, 44.-46. miejsce
- Jerzy Kruża – wielobój, 50.-51. miejsce; ćwiczenia wolne, 52.-53. miejsce; koń z łękami, 55.-56. miejsce; kółka, 56.-58. miejsce; poręcze, 72.-74. miejsce; skok przez konia, 53.-62. miejsce; drążek, 48. miejsce
- Drużyna: (Szajna, W. Kubica, S. Kubica, M. Kubica, Strzałka, Kruża) – wielobój, 4. miejsce

### Hokej na trawie
- Zbigniew Łój, Stanisław Wegnerski, Jerzy Choroba, Aleksander Ciążyński, Bolesław Czaiński, Jerzy Czajka, Henryk Grotowski, Stanisław Iskrzyński, Zbigniew Juszczak, Stanisław Kasprzyk, Stanisław Kaźmierczak, Marek Kruś, Włodzimierz Matuszyński, Stefan Otulakowski, Ryszard Twardowski, Aleksander Wrona, Józef Wybieralski, Witold Ziaja – 11. miejsce

### Jeździectwo
- Stefan Grodzicki – konkurs skoków, 18. miejsce
- Marian Kozicki – konkurs skoków, 21. miejsce
- Drużyna (Grodzicki, Kozicki, Jan Kowalczyk, Piotr Wawryniuk) – konkurs skoków, 12. miejsce
- Jacek Wierzchowiecki – WKKW, 18. miejsce
- Marek Małecki – WKKW, 31. miejsce
- Jan Skoczylas – WKKW, 36. miejsce
- Wojciech Mickunas – WKKW, nie ukończył
- Drużyna (Wierzchowiecki, Małecki, Skoczylas, Mickunas) – WKKW, 10. miejsce

### Judo
- Marian Tałaj – waga piórkowa, odpadł w 3. walce (3. eliminacja)
- Antoni Zajkowski – waga lekka, 2. miejsce (srebrny medal)
- Adam Adamczyk – waga średnia, odpadł w 1. walce (2. eliminacja)
- Włodzimierz Lewin – waga ciężka, 9.-10. miejsce

### Kajakarstwo
- Stanisława Szydłowska – K-1 500 m, odpadła w półfinale
- Izabella Antonowicz-Szuszkiewicz, Ewa Grajkowska – K-2 500 m, 6. miejsce
- Maria Ćwiertniewicz – K-1 slalom górski, 4. miejsce
- Kunegunda Godawska – K-1 slalom górski, 5. miejsce
- Grzegorz Śledziewski – K-1 1000 m, 8. miejsce
- Władysław Szuszkiewicz, Rafał Piszcz – K-2 1000 m, 3. miejsce (brązowy medal)
- Zbigniew Niewiadomski, Jerzy Dziadkowiec, Zdzisław Tomyślak, Andrzej Matysiak – K-4 1000 m, odpadli w półfinale
- Jerzy Opara – C-1 1000 m, 9. miejsce
- Jan Żukowski, Andrzej Gronowicz – C-2 1000 m, odpadli w półfinale
- Jerzy Stanuch – K-1 slalom górski, 14. miejsce
- Wojciech Gawroński – K-1 slalom górski, 23. miejsce
- Jan Frączek, Ryszard Seruga – C-2 slalom górski, 5. miejsce
- Jerzy Jeż, Wojciech Kudlik – C-2 slalom górski, 13. miejsce
- Maciej Rychta, Zbigniew Leśniak – C-2 slalom górski, 11. miejsce

### Kolarstwo
- Andrzej Bek – tor, sprint, odpadł w ćwierćfinale
- Benedykt Kocot – tor, sprint, odpadł w eliminacjach
- Janusz Kierzkowski – tor, 1000 m ze startu zatrzymanego, 5. miejsce
- Mieczysław Nowicki – tor, 4000 m na dochodzenie, odpadł w eliminacjach (12. miejsce)
- Paweł Kaczorowski, Janusz Kierzkowski, Bernard Kręczyński i Mieczysław Nowicki oraz Jerzy Głowacki (Głowacki w eliminacjach) – tor, 4000 m na dochodzenie, 4. miejsce
- Andrzej Bek, Benedykt Kocot – tor, tandemy, 3. miejsce (brązowy medal)
- Ryszard Szurkowski – szosa, 31. miejsce
- Lucjan Lis – szosa, 36. miejsce
- Stanisław Szozda, – szosa, 76. miejsce
- Jan Smyrak – szosa, nie ukończył
- Edward Barcik, Lucjan Lis, Stanisław Szozda, Ryszard Szurkowski – szosa drużynowo na czas, 2. miejsce (srebrny medal)

### Koszykówka
- Mieczysław Łopatka, Andrzej Kasprzak, Andrzej Pasiorowski, Grzegorz Korcz, Piotr Langosz, Andrzej Seweryn, Janusz Cegliński, Franciszek Niemiec, Ryszard Białowąs, Waldemar Kozak, Eugeniusz Durejko, Jan Dolczewski – 10. miejsce

### Lekka atletyka
- Irena Szewińska – 100 m, odpadła w półfinale; 200 m, 3. miejsce (brązowy medal)
- Krystyna Kacperczyk – 400 m, odpadła w ćwierćfinale
- Danuta Piecyk – 400 m, odpadła w ćwierćfinale
- Bożena Zientarska – 400 m, odpadła w eliminacjach
- Elżbieta Skowrońska – 800 m, odpadła w eliminacjach
- Teresa Nowak – 100 m przez płotki, 5. miejsce
- Danuta Straszyńska – 100 m przez płotki, 6. miejsce
- Grażyna Rabsztyn – 100 m przez płotki, 8. miejsce
- Helena Fliśnik, Barbara Bakulin, Urszula Jóźwik, Danuta Jędrejek – sztafeta 4 × 100 m, 8. miejsce
- Bożena Zientarska, Elżbieta Skowrońska, Krystyna Kacperczyk, Danuta Piecyk – sztafeta 4 × 400 m, odpadła w eliminacjach
- Ludwika Chewińska – pchnięcie kulą, 10. miejsce
- Krystyna Nadolna – rzut dyskiem, odpadła w eliminacjach
- Ewa Gryziecka – rzut oszczepem, 7. miejsce
- Daniela Jaworska – rzut oszczepem, odpadła w eliminacjach
- Zenon Nowosz – 100 m, 7. miejsce
- Stanisław Wagner – 100 m, odpadł w ćwierćfinale
- Tadeusz Cuch – 100 m, odpadł w eliminacjach
- Andrzej Badeński – 400 m, odpadł w półfinale
- Zbigniew Jaremski – 400 m, odpadł w półfinale
- Jan Werner – 400 m, odpadł w półfinale
- Andrzej Kupczyk – 800 m, 7. miejsce
- Henryk Szordykowski – 1500 m, odpadł w półfinale
- Bronisław Malinowski – 5000 m, odpadł w eliminacjach; 3000 m z przeszkodami, 4. miejsce
- Edward Stawiarz – maraton, 40. miejsce
- Leszek Wodzyński – 110 m przez płotki, 6. miejsce
- Mirosław Wodzyński – 110 m przez płotki, odpadł w półfinale
- Marek Jóźwik – 110 m przez płotki, odpadł w półfinale
- Tadeusz Kulczycki – 400 m przez płotki, odpadł w półfinale
- Kazimierz Maranda – 3000 m z przeszkodami, odpadł w eliminacjach
- Tadeusz Zieliński – 3000 m z przeszkodami, odpadł w eliminacjach
- Stanisław Wagner, Tadeusz Cuch, Jerzy Czerbniak, Zenon Nowosz – sztafeta 4 × 100 m, 6. miejsce
- Jan Werner, Jan Balachowski, Zbigniew Jaremski, Andrzej Badeński – sztafeta 4 × 400 m, 5. miejsce
- Wojciech Buciarski – skok o tyczce, 10. miejsce
- Tadeusz Ślusarski – skok o tyczce, 12.-14. miejsce
- Grzegorz Cybulski – skok w dal, 10. miejsce
- Jerzy Homziuk – skok w dal, odpadł w eliminacjach
- Michał Joachimowski – trójskok, 7. miejsce
- Władysław Komar – pchnięcie kulą, 1. miejsce (złoty medal)
- Stanisław Lubiejewski – rzut młotem, odpadł w eliminacjach
- Jan Ornoch – chód na 20 km, 7. miejsce; chód na 50 km, nie ukończył
- Ryszard Katus – dziesięciobój, 3. miejsce (brązowy medal)
- Tadeusz Janczenko – dziesięciobój, 8. miejsce
- Ryszard Skowronek – dziesięciobój, nie ukończył

### Łucznictwo
- Irena Szydłowska – 2. miejsce (srebrny medal)
- Maria Mączyńska – 6. miejsce
- Jadwiga Wilejto – 18. miejsce
- Tomasz Leżański – 46. miejsce

### Pięciobój nowoczesny
- Ryszard Wach – 13. miejsce
- Janusz Pyciak-Peciak – 21. miejsce
- Stanisław Skwira – 40. miejsce
- Drużyna (Wach, Pyciak-Peciak, Skwira) – 8. miejsce

### Piłka nożna
- Hubert Kostka, Antoni Szymanowski, Jerzy Gorgoń, Marian Ostafiński, Zygmunt Anczok, Zbigniew Gut, Zygfryd Szołtysik, Lesław Ćmikiewicz, Kazimierz Deyna, Zygmunt Maszczyk, Jerzy Kraska, Włodzimierz Lubański, Robert Gadocha, Joachim Marx, Kazimierz Kmiecik, Grzegorz Lato, Ryszard Szymczak – 1. miejsce (złoty medal)

### Piłka ręczna
- Andrzej Szymczak, Henryk Rozmiarek, Bogdan Kowalczyk, Zygfryd Kuchta, Jerzy Melcer, Zdzisław Antczak, Jan Gmyrek, Andrzej Sokołowski, Engelbert Szolc, Helmut Pniociński, Andrzej Lech, Zbigniew Dybol, Robert Zawada, Franciszek Gąsior, Włodzimierz Wachowicz – 10. miejsce

### Pływanie
- Zbigniew Pacelt – 100 m stylem dowolnym, odpadł w eliminacjach (36. czas); 200 m stylem dowolnym, odpadł w eliminacjach (33. czas); 200 m stylem zmiennym, odpadł w eliminacjach (26. czas); 400 m stylem zmiennym, odpadł w eliminacjach (25. czas)
- Władysław Wojtakajtis – 400 m stylem dowolnym, odpadł w eliminacjach (23. czas); 1500 m stylem dowolnym, odpadł w eliminacjach (28. czas)
- Piotr Dłucik – 100 m stylem grzbietowym, odpadł w eliminacjach (25. czas)
- Cezary Śmiglak – 100 m stylem klasycznym, odpadł w eliminacjach (33. czas); 200 m stylem klasycznym, odpadł w eliminacjach (30. czas)
- Andrzej Chudziński – 100 m stylem motylkowym, odpadł w eliminacjach (29. czas); 200 m stylem motylkowym, odpadł w eliminacjach (25. czas)
- Piotr Dłucik, Cezary Śmiglak, Andrzej Chudziński, Zbigniew Pacelt – sztafeta 4 × 100 stylem zmiennym, odpadła w eliminacjach (15. czas)

### Podnoszenie ciężarów
- Zygmunt Smalcerz – waga musza, 1. miejsce (złoty medal)
- Waldemar Korcz – waga musza, nie ukończył
- Henryk Trębicki – waga kogucia, 4. miejsce
- Grzegorz Cziura – waga kogucia, nie ukończył
- Mieczysław Nowak – waga piórkowa, 7. miejsce
- Jan Wojnowski – waga piórkowa, nie ukończył
- Zbigniew Kaczmarek – waga lekka, 3. miejsce (brązowy medal)
- Waldemar Baszanowski – waga lekka, 4. miejsce
- Norbert Ozimek – waga półciężka, 2. miejsce (srebrny medal)

### Siatkówka
- Edward Skorek, Zdzisław Ambroziak, Stanisław Gościniak, Zbigniew Zarzycki, Wiesław Gawłowski, Ryszard Bosek, Bronisław Bebel, Marek Karbarz, Włodzimierz Stefański, Jan Such, Alojzy Świderek, Stanisław Iwaniak – 9. miejsce

### Skoki do wody
- Elżbieta Wierniuk – trampolina, 8. miejsce; wieża, 11. miejsce
- Regina Krajnow – trampolina, odpadła w eliminacjach (18. miejsce); wieża, odpadła w eliminacjach (17. miejsce)
- Jakub Puchow – wieża, odpadł w eliminacjach (17. miejsce)

### Strzelectwo
- Zbigniew Fedyczak – pistolet dowolny 50 m, 21. miejsce; pistolet szybkostrzelny 25 m, 14. miejsce
- Rajmund Stachurski – pistolet dowolny 50 m, 4. miejsce
- Józef Zapędzki – pistolet szybkostrzelny 25 m, 1. miejsce (złoty medal)
- Andrzej Sieledcow – karabinek sportowy 3 pozycje 50 m, 6. miejsce; karabin dowolny 3 pozycje 300 m, 16. miejsce
- Eugeniusz Pędzisz – karabinek sportowy 3 pozycje 50 m, 36. miejsce; karabin dowolny 3 pozycje 300 m, 19. miejsce
- Andrzej Trajda – karabinek sportowy leżąc 50 m, 9. miejsce
- Eulalia Rolińska – karabinek sportowy leżąc 50 m, 28. miejsce
- Zygmunt Bogdziewicz – karabinek sportowy, strzelanie do ruchomej tarczy, 17. miejsce
- Roman Kuzior – karabinek sportowy, strzelanie do ruchomej tarczy, 21. miejsce
- Artur Rogowski – rzutki skeet, 20. miejsce
- Wiesław Gawlikowski – rzutki skeet, 39. miejsce
- Adam Smelczyński – rzutki trap, 11. miejsce
- Grzegorz Strouhal – rzutki trap, 35. miejsce

### Szermierka
- Halina Balon – floret, odpadła w ćwierćfinale
- Elżbieta Franke – floret, odpadła w ćwierćfinale
- Kamilla Składanowska – floret, odpadła w eliminacjach
- Halina Balon, Jolanta Bebel, Elżbieta Franke, Krystyna Machnicka-Urbańska, Kamilla Składanowska – floret, odpadły w eliminacjach
- Witold Woyda – floret, 1. miejsce (złoty medal)
- Marek Dąbrowski, floret, 6. miejsce
- Lech Koziejowski – floret, odpadł w półfinale
- Marek Dąbrowski, Arkadiusz Godel, Jerzy Kaczmarek, Lech Koziejowski, Witold Woyda – floret, 1. miejsce (złoty medal)
- Jerzy Janikowski – szpada, odpadł w półfinale
- Bohdan Gonsior – szpada, odpadł w ćwierćfinale
- Henryk Nielaba – szpada, odpadł w ćwierćfinale
- Bohdan Andrzejewski, Kazimierz Barburski, Bohdan Gonsior, Jerzy Janikowski, Henryk Nielaba – szpada, 6. miejsce
- Jerzy Pawłowski – szabla, odpadł w półfinale
- Janusz Majewski – szabla, odpadł w ćwierćfinale
- Józef Nowara – szabla, odpadł w ćwierćfinale
- Krzysztof Grzegorek, Zygmunt Kawecki, Janusz Majewski, Józef Nowara, Jerzy Pawłowski – szabla, 5. miejsce

### Wioślarstwo
- Jerzy Broniec, Alfons Ślusarski – dwójki bez sternika, 5. miejsce
- Wojciech Repsz, Wiesław Długosz, Jacek Rylski (sternik) – dwójki ze sternikiem, 6. miejsce
- Roman Kowalewski, Kazimierz Lewandowski – dwójki podwójne, 12. miejsce
- Jerzy Ulczyński, Marian Siejkowski, Krzysztof Marek, Jan Młodzikowski, Grzegorz Stellak, Marian Drażdżewski, Ryszard Giło, Sławomir Maciejowski, Ryszard Kubiak (sternik) – ósemki, 6. miejsce

### Zapasy
- Bernard Szczepański – styl klasyczny, waga papierowa, 14.-15. miejsce
- Jan Michalik – styl klasyczny, waga musza, 4.-6. miejsce
- Józef Lipień – styl klasyczny, waga kogucia, 8. miejsce
- Kazimierz Lipień – styl klasyczny, waga piórkowa, 3. miejsce (brązowy medal)
- Andrzej Supron – styl klasyczny, waga lekka, 9. miejsce
- Stanisław Krzesiński – styl klasyczny, waga półśrednia, 11.-13. miejsce
- Adam Ostrowski – styl klasyczny, waga średnia, 9.-12. miejsce
- Czesław Kwieciński – styl klasyczny, waga półćiężka, 3. miejsce (brązowy medal)
- Andrzej Skrzydlewski – styl klasyczny, waga ciężka, 7. miejsce
- Edward Wojda – styl klasyczny, waga superciężka, 8.-13. miejsce
- Andrzej Kudelski – styl wolny, waga musza, 11.-12. miejsce
- Zbigniew Żedzicki – styl wolny, waga kogucia, 10. miejsce
- Zdzisław Stolarski – styl wolny, waga piórkowa, 11.-12. miejsce
- Włodzimierz Cieślak – styl wolny, waga lekka, 7. miejsce
- Jan Wypiorczyk – styl wolny, waga średnia, 8. miejsce
- Paweł Kurczewski – styl wolny, waga półciężka, 9.-10. miejsce
- Ryszard Długosz – styl wolny, waga ciężka, 6. miejsce
- Stanisław Makowiecki – styl wolny, waga superciężka, 8. miejsce

### Żeglarstwo
- Błażej Wyszkowski – Finn, 24. miejsce
- Zbigniew Kania, Krzysztof Szymczak – Latający Holender, 21. miejsce
- Tomasz Holc, Roman Rutkowski – Tempest, 12. miejsce
- Zygfryd Perlicki, Józef Błaszczyk, Stanisław Stefański – Soling, 8. miejsce
- Lech Poklewski, Tadeusz Piotrowski, Aleksander Bielaczyc – Dragon, 20. miejsce